# Bell County (Texas)
Bell County je okres ve státě Texas v USA. K roku 2010 zde žilo 310 235 obyvatel. Správním městem okresu je Belton. Celková rozloha okresu činí 2 818 km².